# ちの町
ちの町（ちのまち）は長野県諏訪郡にあった町。現在の茅野市大字ちのほか茅野市中心部にあたる。
日本初のひらがなの自治体だった。
本項では町制前の名称である永明村（えいめいむら）についても述べる。

## 地理
- 山：永明寺山[3]山頂に矢崎虎夫作「釈迦像」1980年(昭和55年)建立[4]
- 河川：上川[5]

## 歴史
- 1874年（明治7年）10月9日 - 筑摩県第十三大区第六小区に属する上原村・横内村・塚原村・矢ヶ崎村が合併して永明村となる。
- 1876年（明治9年）8月21日 - 筑摩県廃止にともない、長野県南第十三大区第六小区となる。
- 1879年（明治11年）1月4日 - 郡区町村編制法の施行により諏訪郡永明村となる。
- 1879年（明治11年）6月30日 - 大小区廃止にともない、四賀村との連合戸長役場（永明村四賀村戸長役場）を永明村上原頼岳寺に置く。
- 1889年（明治22年）4月1日 - 町村制施行に基づき、諏訪郡永明村（えいめいむら）が単独で自治体を形成。
- 1948年（昭和23年）5月3日 - 町制施行・改称してちの町となる。
- 1949年（昭和24年）小川一雄が、ちの町助役、同町長を歴任（1955年（昭和30年）に茅野町が成立すると同町長に就任。この間、諏訪郡町村会長、諏訪耕地協会長を兼任し、1958年（昭和33年）茅野市が発足すると、同市長となり1967年（昭和42年）4月まで3期務めた。）
- 1955年（昭和30年）2月1日 - 金沢村・北山村・湖東村・玉川村・豊平村・宮川村・米沢村と合併して茅野町が発足。同日ちの町廃止。

## 教育
- ちの町立永明小学校[要出典]
- ちの町立永明中学校[要出典]

## 交通

### 鉄道路線
- 日本国有鉄道
  - 中央本線：茅野駅

### 道路
- 国道20号